# Gasolin’
Gasolin’ war eine dänische Rockband aus Kopenhagen. 
Die Band wurde von Kim Larsen (23. Oktober 1945 – 30. September 2018), Franz Beckerlee (* 15. August 1942) und Wili Jønsson (* 27. März 1942) im Jahr 1969 gegründet. Der erste Schlagzeuger der Gruppe – Bjørn Uglebjerg (21. März 1948 – 21. Juni 1994) – wurde 1971 durch Søren Berlev (* 4. Mai 1950) ersetzt. In dieser Formation avancierte die Band in den 1970er Jahren zu einer der populärsten Rockgruppen Dänemarks.

## Musikstil
Ihre ersten Singles in englischer Sprache 1970 – "Silky Sally" (Smukke Linda), "Child of Institution" und "Johnny The Jackpot" wurden allerdings zum Flop. Der Erfolg stellte sich erst ein, als die Band 1971 ihr erstes Album „Gasolin’“ in dänischer Sprache veröffentlichte. Auch spätere Versuche mit englischen Texten international „Fuß zu fassen“ waren wenig erfolgreich.
Zwischen 1972 und 1978 war Gasolin’ die populärste Rockband in Dänemark; in dieser Zeit entstanden unter dem Produzenten Roy Thomas Baker (u. a. Queen) dänische Klassiker wie die Alben „Gasolin’ 3“ (1973) oder „Efter endnu en dag“ (1976). Nachdem die Rockband im August 1978 in Malmö ihr Abschiedskonzert gab, löste sie sich im Herbst 1978 auf; vereinzelte gemeinsame Live-Auftritte der Band sind allerdings auch aus den nachfolgenden Jahren bekannt. Nach der Auflösung war vor allem Kim Larsen in seiner Solokarriere und mit anderen Bands erfolgreich: sein Album "Midt om natten" (1983) ist das meistverkaufte Dänemarks überhaupt. 
2006 wurde ein von Anders Østergaard produzierter Dokumentarfilm über die ehemalige Rockgruppe zum erfolgreichsten Dokumentarfilm Dänemarks, zuvor wurden die CD-Ausgaben „Rabalderstræde Forever“ (1991) und „The Black Box“ (2003) zu einem großen Verkaufsschlager in Dänemark.
Das erste Albumcover und eine Single (Langebro/Lilly-Lilly) wurden vom belgischen Comickünstler Hergé gestaltet.

## Diskografie

### Alben
Sämtliche Alben wurden von CBS oder Columbia Records veröffentlicht.
- Gasolin’ (1971)
- Gasolin’ 2 (1972)
- Gasolin’ 3 (1973 – engl. Ausgabe: Gasolin’)
- Stakkels Jim (1974 – engl. Ausgabe: The Last Jim)
- Gas 5 (1975 – engl. Ausgabe: What a Lemon, DK: Gold)
- Live sådan (1976 – Livemitschnitt, Doppel-LP)
- Efter endnu en dag (1976)
- Gør det noget (1977, DK: Gold)
- Killin’ Time (1978)
- Gøglernes aften (Live i Skandinavien – 1978 – Livemitschnitt)
- Supermix 1 (1980 – Kompilation)
- Rabalderstræde Forever (1991 – Kompilation)
- Derudaf Forever (1993 – Livemitschnitt)
- A Foreign Affair 1 (1997 – Kompilation)
- Gasolin’ Forever (1999 – Kompilation)
- The Early Years (DK) (2000 – Kompilation)
- A Foreign Affair 2 (2002 – Kompilation)
- The Black Box (2003 – CD-Box)
- Gas 6 – Efter Endnu En Dag (DK: Gold)
- Masser af Succes – Greatest Hits & Greatest Live (2009 – Kompilation)
- Kim I 70’erne (2015)

### Singles
- Silky Sally / I’ve Got to Find the Loser (1970 – Spectator Records)
- Child of Institution / The Escape and W.J. (1970 – Sonet)
- Johnny the Jackpot / Get in Touch With Tomorrow (1971 – CBS)
- Langebro / Lilly – Lilly (1972 – CBS 7813)
- Holy Jean / Lady Rain (1973 – CBS)
- Fed lykke til alle / I Love You Baby and Truckdriver Blues (1973 – CBS)
- Hva’ gør vi nu, lille du / Keep on Knockin’ (1976 – CBS) (DK: Platin)
- Endelig jul igen / Get on the Train (1977 – CBS)
- Where Do We Go Now, Mon Ami / Killin’ Time (1978 – CBS)
- Uh-Lu-La-Lu / Killin’ Time (1978 – CBS)
- Dejlig er jorden / Endelig jul igen (1979 – CBS)

### Weitere Lieder mit Auszeichnungen
- Rabalderstræde (1973 – DK: Platin)
- Det Var Inga, Katinka Og Smukke Charley… (1973 – DK: Gold)
- Masser af Succes (1975 – DK: Platin)
- Sirenesangen (1976 – DK: Gold)
- Det Bedste Til Mig Og Mine Venner (1977 – DK: Gold)
- Længes hjem (1977 – DK: Gold)
- Strengelegen (1977 – DK: Gold)